# Artemó (rètor)
Artemó (en grec antic: Άρτέμων, llatí: Artemon) va ser un rètor de la Grècia romana que va viure durant el començament del període imperial.
L'esmenta diverses vegades Sèneca el Vell, qui ha conservat els pocs fragments que es conserven de la seva obra.